# ديفيد ر. برنتيس
ديفيد ر. برنتيس (بالإنجليزية: David R. Prentice)‏ هو رسام أمريكي، ولد في 22 ديسمبر 1943 في هارتفورد في الولايات المتحدة.